# 宗義質
宗義質（日语：／ Sō Yoshikata，1800年8月22日—1838年9月27日），日本江戶時代末期的大名、對馬府中藩第13代藩主。
宗義質是第12代藩主宗義功的次子，初名功茂。1811年（文化8年），他開始代替生病的義功處理政務。翌年父親隱居，他繼任家督之位，改名義質，敘從四位下侍從、對馬守。
宗義質在任期間，與朝鮮的貿易收入減少；1823年、1831年兩次的府中大火更是惡化了藩的財政。家臣們與年輕的藩主爭奪主導權，派系鬥爭繼續混亂。1837年（天保8年）昇左近衛少將，這在歷代藩主中沒有先例。翌年死於江戶藩邸。長子義章繼位。